# Dolmen de l'Oratori
Le dolmen de l'Oratori est un dolmen situé à Saint-Marsal, dans le département français des Pyrénées-Orientales.

## Histoire
L'édifice a été découvert par Jean Abélanet en 1969.

## Description
L'édifice correspond plus à un coffre qu'à un dolmen proprement dit. Il est entouré d'un tumulus de forme circulaire aplati. La chambre est délimitée par trois petites dalles dépassant à peine du sol. Le site a été remanié de longue date.